# Mula sa kung ano ang noon
Mula sa kung ano ang noon è un film del 2014 diretto da Lav Diaz.

## Riconoscimenti
- 2014 - Festival del cinema di Locarno
  - Pardo d'oro